# Croix de Marsat
Ne doit pas être confondue avec la croix de carrefour de Marsat, une autre croix de pierre à Marsat, également classée MH.
La croix de Marsat est une croix du XVIe siècle en pierre de Volvic située à Marsat, en  France.

## Localisation
La croix est située à Marsat, commune située juste au sud-ouest de Riom, dans le département du Puy-de-Dôme, en région Auvergne-Rhône-Alpes. La croix se dresse à l'arrière de l'église du village, devant une petite place.  

## Description
La croix de Marsat est en pierre de Volvic. Elle repose sur un piédestal octogonal et mouluré, d'où part un fût cylindrique à la naissance duquel est un écu dont les armoiries ont disparu. La croix posée sur ce fût, au-dessus d'une moulure, a quatre branches terminées par des feuillages et sont reliées entre elles par des volutes formant cercle autour d'un Christ au pied duquel sont la Vierge et saint Jean,.

## Historique
La croix date du XVIe siècle, elle est inscrite au titre des monuments historiques par arrêté du 20 octobre 1913.